# See the Star
«See the Star» es el primer sencillo del segundo álbum de Delirious? Mezzamorphis. Este alcanzó la posición #16 en la lista de sencillos del Reino Unido. En los Estados Unidos fue el segundo sencillo lanzado de la banda en este territorio, después de "Deeper".

## Atención mediática
"See the Star" fue lanzado el 5 de marzo de 1999 debutando en el Top 20 del UK singles chart el 21 de marzo. Para la semana siguiente el sencillo cayo al puesto #40, esto en parte a la poca difusión radial de la canción en la BBC Radio 1. El sencillo vendió un poco más de 15.000 copias llevando a la banda a obtener su mejor posición en los listados en aquel momento. 
Jude Adam del magazín Soul Survivor reseño la canción diciendo: "See the Star es el comienzo de una nueva era para Delirious?, con sonidos que pueden fácilmente confundirse con los de Radiohead o Garbage...mi impresión general es que esta banda de West Sussex se está aventurando en la búsqueda de un experimento musical más potente". Por otro lado la BBC Radio 1 comento: "Delirious? se está consagrando como la banda de rock cristiano más exitosa del Reino Unido al obtener su tercer Top 20 esta semana".
El posicionamiento de la canción coloco a la banda como la primera en la historia en archivar tres éxitos en el Top 20 sin haber hecho presencia en Top of the Pops.

## Lista de canciones
CD 1
1. «See the Star»
2. «Follow»
3. «See the Star» (d:llatrix dub)

CD 2
1. «See the Star»
2. «Obsession» (Jon Thatcher odsession remix)
3. «See the Star» (Video)

## Posicionamiento
| Listas           | Posición |
| ---------------- | -------- |
| UK Singles Chart | 16       |
| US (CCM)         | 7        |